# 紺野昭
紺野昭（こんの あきら. 1928年1月3日 - 2013年10月22日）は日本の都市研究家。豊橋技術科学大学名誉教授。
地域計画プランナーとして、日本の戦後の都市計画、地域開発を推進する担い手として活躍。研究業績は工業立地原単位に代表される明快な理論展開である一方で、地域計画の実践では理論化しきれない部分も多出するために計画のフィロソフィーという言葉で示した。フィロソフィー構築にあたって、2つの視点を強く求めた。第1は、地域の独自性から出発することであり全国分析から始めると研究も顕くことを指導した。第2は、出来ることと出来ないことを区分するということでこれは計画には不測の部分が必ず生じる。だからこそ出来る部分を明確にして、後は時間と共に修正せよということである。一つのプロジェクトに携わったら最低10年はつき合うという原則を教示していた。

## 来歴
紺野忠古・てる大婦の5人兄弟の次男として福島県で生まれる。旧制福島中学校から陸軍予科士官学校、航空士官学校を経て、終戦後の1945年10月に旧制第二高等学校2年に編入。その後1949年に当時旧制の北海道大学工学部建築工学科2期生として進学し1952年に同大学を卒業。指導教授であった大野和男のすすめで都市計画系に転じ、東大大学院へ進学し高山英華のもとで学んだ。
1952年の入学時の大学院は前期3年、後期2年の旧制で、高山研究室には助手の小島重次、院生には三輪雅久、川手昭二、大矢根雅弘の諸先輩がおり、その後に宮澤美智雄、川上秀光と村田聖二、石田頼房、伊藤滋の諸氏らが入ってきた時代であった。
高山研究室の創成期のメンバーになった紺野は院修了後の1955年10月に高山研・東大工学部建築学科都市計画講座の助手に採用された後、同年11月に建設省建築研究所に移り、1965年1月に建研第一研究部都市計画室長、その後1968年8月に横浜国立大学助教授に転任するがその間1960年に下河辺淳と共同の「工業地の立地条件、計画単位、必要施設の研究」で第一回日本都市計画学会石川獎励賞、以降は1962年2月には東京大学から工学博士の学位を授与、1962年に同学会石川賞、1965年には日本建築学会賞（論文部門）を受賞。ただし着任した横浜国大はすぐに大学紛争で実践的研究が不可能となっていたため大学を辞し、都市計画コンサルタントの地域計画連合を共同設立し在野の活動に専念する。
1978年に新設された豊橋技術科学大学の建設工学系建築・地域計画大講座の教授に着任,14年間,地域とともに、時代とともに歩む大学づくりと教育研究に取り組み、1993年3月に退官後も東三河地域研究センターの理事、顧問や地域計画連合の顧問としても精力的な活動を続けていた。
2013年10月22日、喉頭癌のため死去。